# Marketing ambiental
Marketing ambiental, ou Marketing verde é a estratégia de marketing voltada ao processo de venda de produtos e serviços que são baseados nos seus benefícios ao meio ambiente. É a estratégia de vinculação da marca, produto ou serviço a uma imagem ecologicamente consciente. Uma empresa que adota posicionamento sustentável perante a sociedade é uma empresa ecologicamente consciente.
Com o aumento do aquecimento global, com a existência de várias campanhas alertando a população sobre um real risco em todo mundo, há uma forte onda de conscientização entre a população, preocupada com a sustentabilidade do planeta, e que tomam a decisão de compra com base no benefício ambiental oportunizado por produtos ou serviços. A estratégia de marketing ambiental entende que uma pessoa que tenha o mínimo de consciência ecológica, daria preferência aos produtos citados. Um serviço ou produto pode demonstrar ser ambientalmente responsável pela forma como é produzido, como é vendido ou embalado.
O marketing ambiental pode ser uma ferramenta extremamente poderosa de gestão de mercado, porém, ao mesmo tempo em que cresce o número de consumidores conscientes, cresce também a desconfiança com relação a propostas pretensamente “verdes”, mas que não passam de promessas vazias que tentam explorar de forma irresponsável este novo filão de mercado. Portanto as empresas têm de executar sua estratégia de marketing ambiental de forma correta, sob pena da marca da empresa sofrer danos muito sérios em sua credibilidade. O marketing verde vai muito além de meras frases de efeito publicitário. É necessário que as empresas realmente adotem práticas de gestão comprometidas com a sustentabilidade. Neste caso, elas poderão ser capazes de atrair mais clientes e mais vendas. Para o marketing verde ser eficaz, as empresas precisam saber aplicar os três princípios básicos de uma estratégia eficaz: ser genuíno, educar os seus clientes e proporcionar-lhes colaboração.

## Marketing verde aplicado em estratégia competitiva
O marketing ambiental também pode ser aplicado holisticamente na estratégia competitiva de mercado de uma empresa. 
Quando uma empresa em um nicho específico decide adotar práticas de sustentabilidade e se posicionar como uma empresa ESG, ela está se diferenciando dos seus concorrentes nesse nicho. Isso acontece porque ela está oferecendo algo que os outros não estão, o que é conhecido como estratégia de diferenciação. Por exemplo, uma empresa de sapatos pode usar materiais sustentáveis em seus produtos, reduzir sua pegada de carbono e outras atitudes associadas.
Usualmente, essas atitudes levam a cadeias de suprimentos mais onerosas devido aos investimentos realizados em sustentabilidade, direcionando aumentos nos preços médios de produto/serviço para o consumidor do nicho. 
No entanto, essa mudança para se tornar uma empresa verde pode levar a uma transição sutil, mas significativa, na percepção dessa estratégia competitiva da empresa, como uma simbiose. Enquanto pode parecer inicialmente que a empresa está apenas se diferenciando dos concorrentes no Nicho X e encarecendo seus preços em relação a eles, perdendo vantagem no fator preço sobretudo em mercados commoditizados, na verdade ela está se movendo em direção a um sub-nicho, composto por empresas do seu setor que também adotam práticas de sustentabilidade e com consumidores que estariam dispostos a pagar mais caro por sustentabilidade, mais preocupados com as causas verdes. Isso ajuda a resolver o dilema entre diferenciação e preço descrito por Michael Porter em seu livro "Competitive Strategy".
Ao adotar práticas de sustentabilidade e se posicionar como uma empresa verde, a empresa consegue contornar esse dilema. Em vez de competir diretamente com empresas no Nicho X, que podem não priorizar a sustentabilidade tanto quanto e, portanto, manter preços mais baixos, ela começa a competir com empresas no Nicho Y, onde os consumidores estão dispostos a pagar mais por produtos ou serviços sustentáveis.
| Estratégia                     | Nicho X (Não sustentável)                              | Nicho Y (Sustentável)                                                          |
| ------------------------------ | ------------------------------------------------------ | ------------------------------------------------------------------------------ |
| Posicionamento da Empresa      | Empresa convencional                                   | Empresa verde                                                                  |
| Práticas                       | Materiais convencionais, pegada de carbono regular     | Materiais sustentáveis, redução da pegada de carbono                           |
| Preço Médio do Produto/Serviço | Competitivo, possivelmente mais baixo                  | Potencialmente mais alto devido aos investimentos em sustentabilidade          |
| Competição                     | Compete em um mercado commoditizado com foco em preço  | Compete em um nicho específico com foco em sustentabilidade                    |
| Vantagens Competitivas         | Baixo preço pode atrair consumidores sensíveis a preço | Sustentabilidade pode atrair consumidores conscientes e dispostos a pagar mais |